# Фраро
Фраро (фр. Fraroz) насеље је и општина у источној Француској у региону Франш-Конте, у департману Јура која припада префектури Лон ле Соније.
По подацима из 2011. године у општини је живело 45 становника, а густина насељености је износила 7,23 становника/km². Општина се простире на површини од 6,22 km². Налази се на средњој надморској висини од 965 метара (максималној 1.222 m, а минималној 889 m).

## Демографија
| 1962. | 1968. | 1975. | 1982. | 1990. | 1999. | 2011. |
| ----- | ----- | ----- | ----- | ----- | ----- | ----- |
| 37    | 47    | 42    | 43    | 40    | 41    | 45    |

График промене броја становника у току последњих година